# Козельщинский поселковый совет (Козельщинский район)
Козельщинский поселковый совет (укр. Козельщинська селищна рада) — входит в состав
Козельщинского района
Полтавской области
Украины.
Административный центр поселкового совета находится в 
пгт Козельщина.

## Населённые пункты совета
- пгт Козельщина
- с. Квиты
- с. Лозки
- с. Омельничье
- с. Павловка
- с. Подгоровка